# Orvos András (súlyemelő, 1925)
Orvos András (Szőreg, 1925. október 11. –   2001. február 27.) magyar súlyemelő, mesteredző. Fia ifj. Orvos András szintén súlyemelő. 
- Sablon
- Wikidata
- Segítség

## Versenyzőként
1946-tól 1948-ig a Szegedi VSE, 1949-ről 1954-ig a Budapesti Lokomotív, 1955-től 1968-ig a Testvériség versenyzője volt.

## Sportvezetőként
1950-től tevékenykedett edzőként. 1960-1969 között kilenc évig, majd 1985-ig volt a súlyemelő-válogatott szövetségi kapitánya. Több olimpiai, világ- és Európa-bajnok versenyző nevelője. 1973-ban mesteredzői oklevelet szerzett. Egyesületei a Csepel SC és a Testvériség SE. Tanítványai közül Földi Imre és Baczakó Péter olimpiai aranyérmet nyert. Holczreiter Sándor, Bagócs János, Horváth György, Benedek János, Kőszegi György, Lénárt István és Sólyomvári János világbajnok lett.

## Sikerei, díjai
1999-ben a MOB Érdemérem kitüntetésben részesült. Halálát követően, tisztelegve kiemelkedő szakmai munkája előtt a Magyar Súlyemelő Szövetség a felnőtt országos bajnokságot Orvos András-emlékversenynek nevezte el.

## Díjai, elismerései
- Magyar Köztársasági Sportérdemérem bronz fokozat (1949)[2]
- Testnevelés és Sport Kiváló Dolgozója (1962)[3]